# Morrison Crossroads (Alabama)
Morrison Crossroads es un lugar designado por el censo ubicado en el condado de Randolph en el estado estadounidense de Alabama. En el Censo de 2010 tenía una población de 219 habitantes y una densidad poblacional de 25,85 personas por km².

## Geografía
Morrison Crossroads se encuentra ubicado en las coordenadas 33°25′5″N 85°29′18″O / 33.41806, -85.48833. Según la Oficina del Censo de los Estados Unidos, Morrison Crossroads tiene una superficie total de 13.64 km², de la cual 13.44 km² corresponden a tierra firme y (1.41%) 0.19 km² es agua.

## Demografía
Según el censo de 2010, había 219 personas residiendo en Morrison Crossroads. La densidad de población era de 25,85 hab./km². De los 219 habitantes, Morrison Crossroads estaba compuesto por el 92.69% blancos, el 2.28% eran afroamericanos, el 0% eran amerindios, el 0.46% eran asiáticos, el 0% eran isleños del Pacífico, el 4.57% eran de otras razas y el 0% pertenecían a dos o más razas. Del total de la población el 5.48% eran hispanos o latinos de cualquier raza.